# Hesperocyclops improvisus
Hesperocyclops improvisus is een eenoogkreeftjessoort uit de familie van de Cyclopidae. De wetenschappelijke naam van de soort is voor het eerst geldig gepubliceerd in 1984 door Herbst.